# 578 (numero)
Cinquecentosettantotto (578) è il numero naturale dopo il 577 e prima del 579.

## Proprietà matematiche
- È un numero pari.
- È un numero composto.
- È un numero difettivo.
- Numero nontotiente.
- È un numero palindromo nel sistema numerico esadecimale e nel sistema di numerazione posizionale a base 33 (HH). In quest'ultima base è altresì un numero a cifra ripetuta.
- È un numero ondulante nel sistema numerico esadecimale, ovvero formato da una sequenza di 2 cifre alternate.
- È parte delle terne pitagoriche (272, 510, 578), (322, 480, 578), (578, 4896, 4930), (578, 83520, 83522).

## Astronomia
- 578 Happelia è un asteroide della fascia principale del sistema solare.
- NGC 578 è una galassia spirale della costellazione della Balena.

## Astronautica
- Cosmos 578 è un satellite artificiale russo.